# Herta Schubart
Herta Schubart (geboren als Herta Müller, 15. Juni 1898 in Verden; gestorben  1975 in München) war eine deutsche Kulturjournalistin, die seit 1949 unter dem Namen Susanne Carwin für den Bayerischen Rundfunk arbeitete.

## Leben
Herta Müller war eine Tochter des Rechtsanwalts Julius Müller und der Rose Bertelsmann. Sie besuchte das Gymnasium in Hannover und begann 1917 ein Studium der Kunstgeschichte, das sie 1920 nach der Heirat mit Günther Schubart abbrach. Sie bekamen 1921 die Tochter Marianne Schubart-Vibach, die Schauspielerin wurde. Die Ehe wurde 1923 geschieden, und Schubart nahm 1925 das Studium erneut auf. Sie studierte Kunstgeschichte in München, Jena, Würzburg, München und Hamburg und wurde 1929 in Hamburg bei Fritz Saxl mit einer Dissertation über Bernard Salomon promoviert. Mit einem Forschungsstipendium der Notgemeinschaft der deutschen Wissenschaft forschte sie weiter zu niederländischen Bibelillustrationen vor Rembrandt und unternahm Reisen nach Belgien, Frankreich und in die Niederlande. Nach der Machtergreifung durch die Nationalsozialisten 1933 verließ sie aus politischen Gründen Deutschland und zog nach Santander und dann nach Madrid. 1936 wurde sie Mitglied bei den Mujeres Antifascistas. Sie geriet in die politischen Grabenkämpfe auf Seiten der Republikaner, wurde aus der Organisation ausgeschlossen, verhaftet und aus dem republikanischen Spanien ausgewiesen. Dabei gingen ihre sämtlichen wissenschaftlichen Unterlagen verloren.
Schubart hielt sich 1937 als Illegale in Paris auf und gelangte mit Hilfe Saxls nach England. Zwischen 1938 und 1940 arbeitete sie in der Hilfsorganisation „Movement for the Care of Children from Germany“, die sich um die Kindertransporte kümmerte. Schubart schrieb in dieser Zeit an einem Roman über ihre Erlebnisse in Spanien, der 1950 in London in englischer Sprache erschien.
Schubart kehrte 1945 in das besetzte Deutschland zurück und arbeitete für die US Army als Angestellte der Civil Censorship Division. Sie heiratete den ebenfalls aus der Emigration zurückgekehrten Heinz Karpeles, der sich Heinz Carwin nannte. Die Ehe mit Karpeles wurde 1959 geschieden. Unter dem Namen Susanne Carwin arbeitete sie ab 1946 für das Feuilleton der Frankfurter Rundschau. Ab 1949 arbeitete sie zunächst als freie, dann als festangestellte Mitarbeiterin für den Bayerischen Rundfunk und später auch für das Fernsehen und gestaltete Sendungen unter anderem zu Themen aus Kunst und Geschichte.

## Schriften (Auswahl)
- Eeckhout und Savoldo, in: Zeitschrift für bildende Kunst, 1930, S. 10–16
- Die Bibelillustration des Bernard Salomon. Amorbach : G. Volkhardtsche Druckerei, 1932
- Arias Montano y el monumento al Duque de Alba. Madrid : Cruz y Raya, 1933 (Neuauflage 1962)
- Herta Muller: Des potences en Autriche l'héroïque insurrection du prolétariat autrichien. Paris : Éd. du S.R.I., 1934
- Immanuel Kant: Zum ewigen Frieden. In Jedermanns Deutsch gebracht von Susanne Carwin. Wiesbaden : Limes, 1946
- Susanne Carwin: Der Pilger. Novelle. Wiesbaden, Limes, 1946
- Susanne Carwin: Faith and Inquisition. Roman. London : Hutchinson, 1950
- Susanne Carwin: Unter der Sonne des Artikels 131. In: Frankfurter Hefte, November 1956, S. 789–797